# Camaridium sodiroi
Camaridium sodiroi är en orkidéart som beskrevs av Rudolf Schlechter. Camaridium sodiroi ingår i släktet Camaridium och familjen orkidéer. Inga underarter finns listade i Catalogue of Life.